# Kalapat-hegyi kilátó
A Kalapat-hegyi kilátó, más néven Millenniumi kilátó az ezredfordulón épült. A 625 méter magas Kalapat-tetőn álló kilátótornyot 2000. augusztus 20-án adták át. A Szilvásváradi börtönmúzeumtól induló millenniumi tanösvényen gyalog mintegy fél óra alatt juthatunk föl hozzá.
A torony teljes magassága 33 méter, a kilátószint 20 méter magasan van. A toronyban tizenhét pihenő szintet építettek ki. A mintegy 330 köbméter beton felhasználásával készült alapra erdélyi ácsok építették a 150 tonnás, szibériai vörösfenyő szerkezetet, aminek az erősítéséhez 20 tonna vasat, illetve acélt is felhasználtak. A tetőszerkezetet vörösrézzel borították, az építmény tetején egy háromméteres fémzászló díszlik.
A kilátótoronyból körpanoráma nyílik, látható többek között Szilvásvárad, a Bél-kő, a Szalajka-völgy, az Istállós-kő, a Gerenna-vár, távolabb pedig a Mátra is.

## Galéria

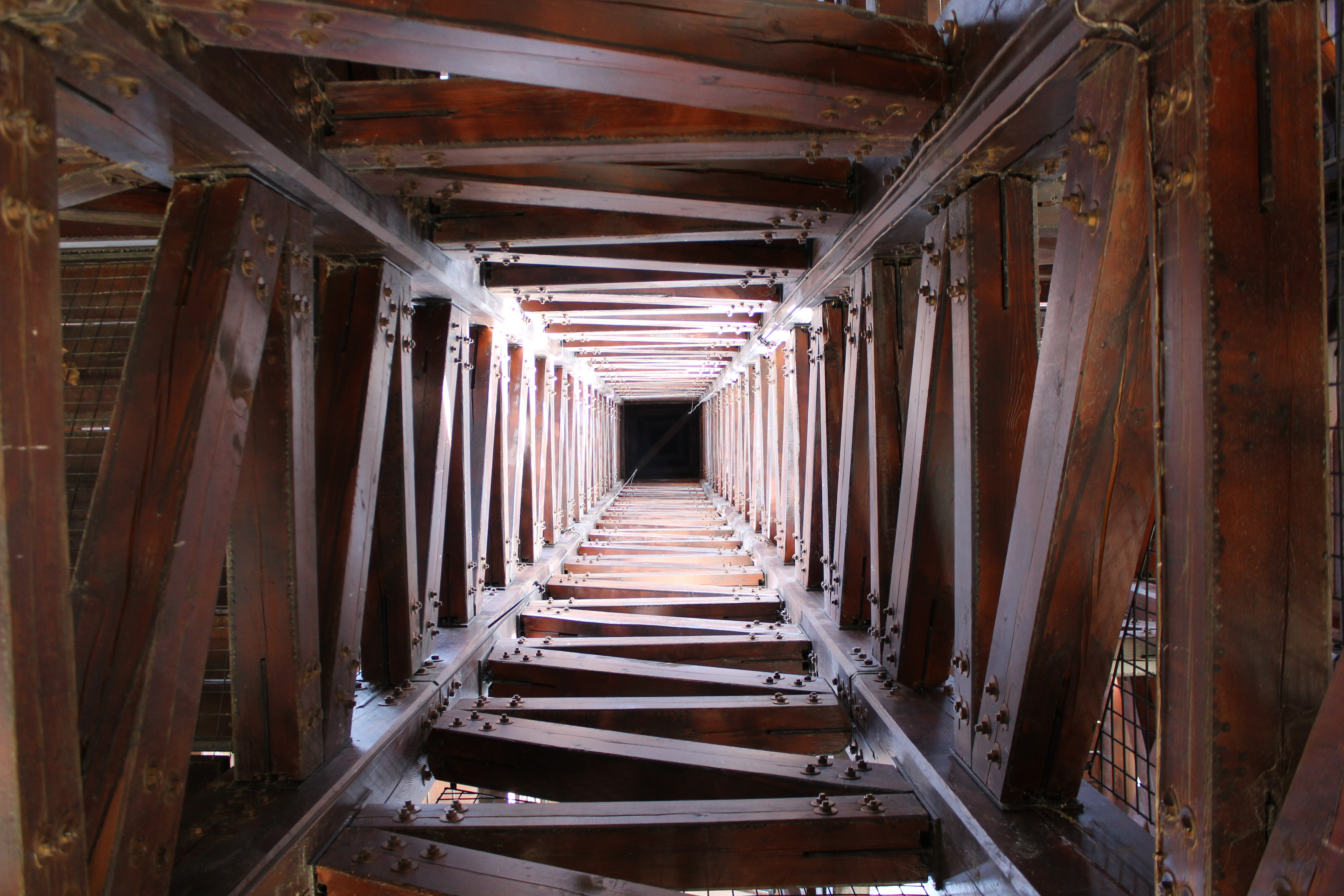
A kilátó belseje lentről
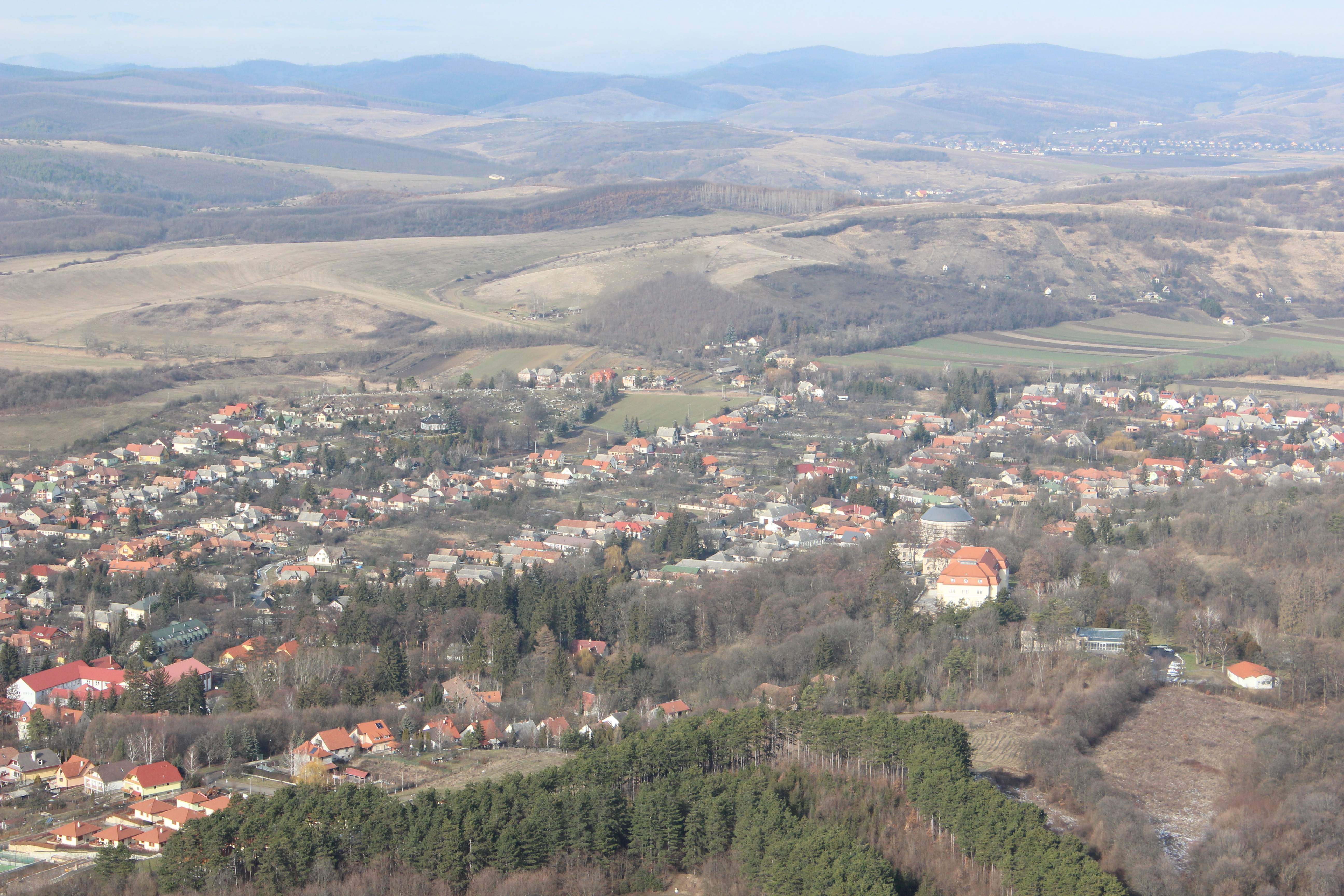
Szilvásvárad a kilátóból
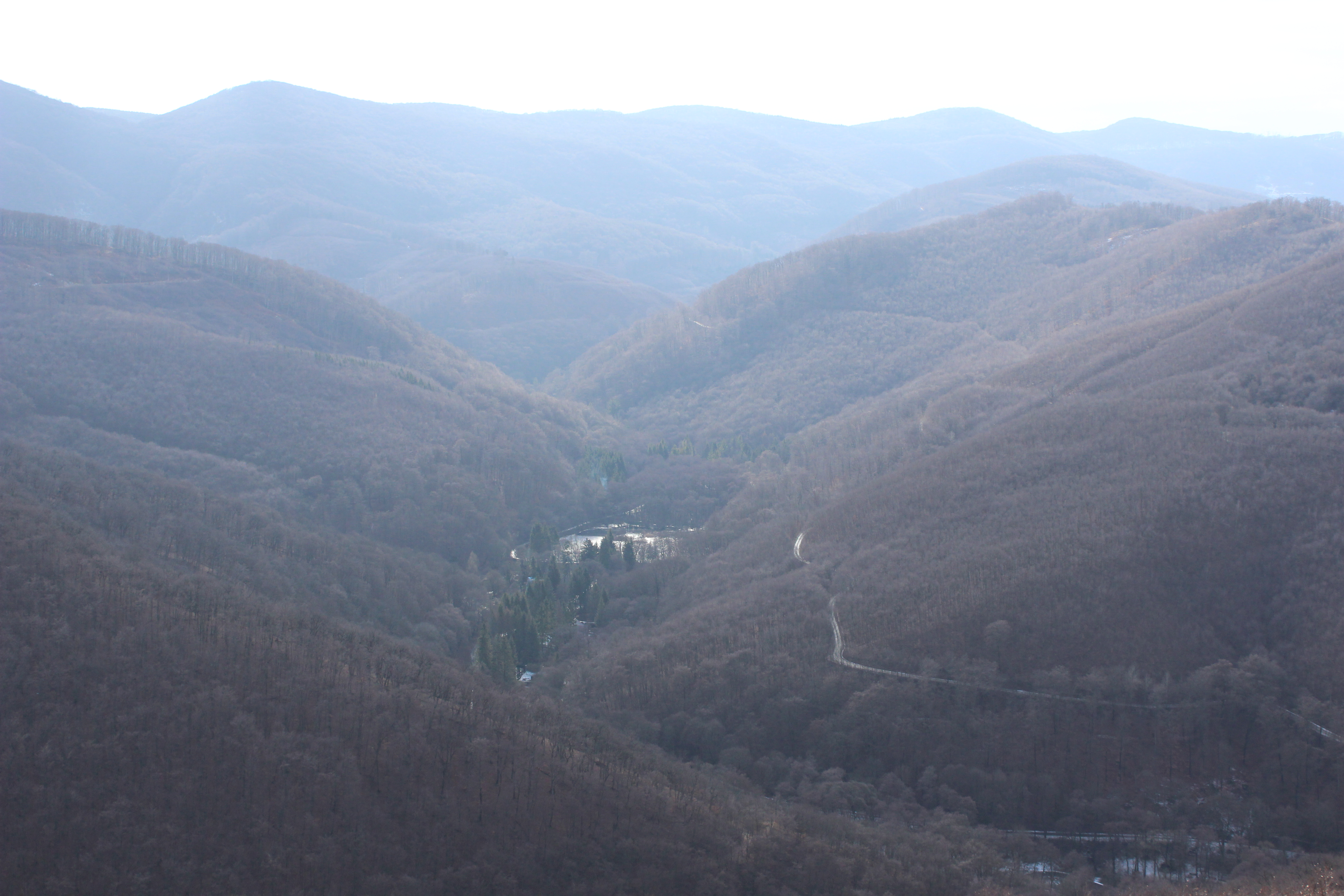
A Szalajka-völgy a kilátóból
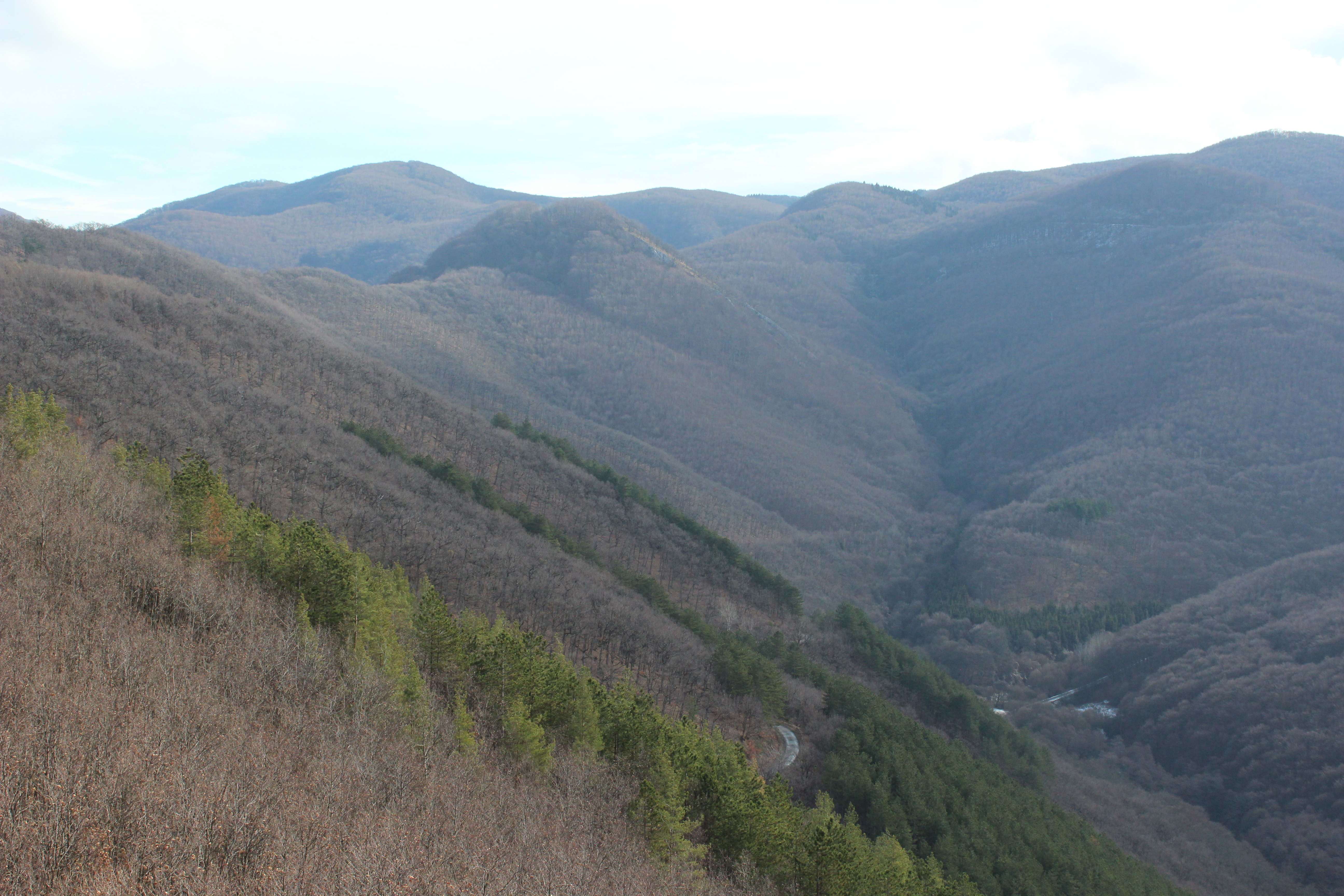
A Gerenna-vár a kilátóból